# Hemitilapia oxyrhyncha
Hemitilapia oxyrhyncha, comunemente chiamato Haplochromis gigante, è l'unico membro conosciuto del genere Hemitilapia. È una specie di ciclidi haplochromini endemica del Lago Malawi nell'Africa orientale, e predilige aree con substrati sabbiosi e macchie di Vallisneria: si nutre infatti di alghe, che gratta via dalle foglie delle piante acquatiche. Questa specie raggiunge una lunghezza di 20 centimetri (lunghezza totale). È anche impiegata come pesce d'acquario.